# الیوراغ
ال یوراق یک منطقهٔ مسکونی در یمن است که در استان صنعا واقع شده‌است.